# Temple protestant de Jouy-en-Josas
Le temple protestant de Jouy-en-Josas est un édifice religieux situé 3 rue du temple à Jouy-en-Josas, dans les Yvelines. La paroisse est membre de l'Église protestante unie de France.

## Histoire

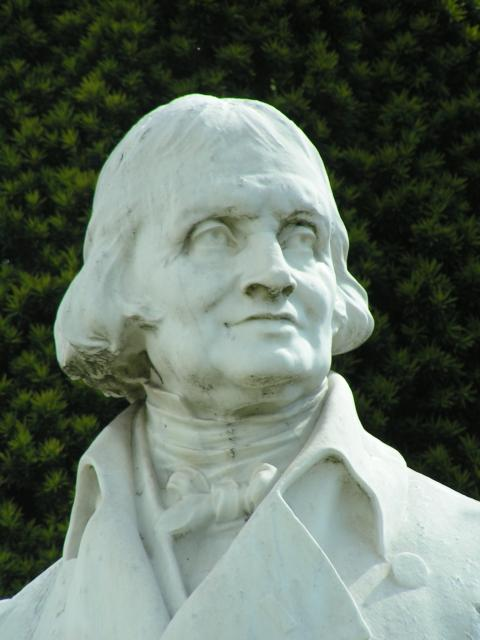
L'industriel protestant Christophe-Philippe Oberkampf (1738-1815), buste dans le jardin de la mairie de Jouy-en-Josas.

En 1759, Christophe-Philippe Oberkampf, fonde la manufacture Oberkampf à Jouy-en-Josas, où est fabriquée la toile de Jouy. Il est le descendant d'une lignée de teinturiers luthériens du Wurtemberg-Bade, en Allemagne, formé dans des manufactures protestantes suisse, à Aarau et Bâle, puis à Mulhouse, en Alsace. En 1783, la fabrique reçoit du roi Louis XVI le titre de manufacture royale. Oberkampf recrute des ouvriers qualifiés d'Allemagne et de Suisse, attire et protège des protestants français, et fait célébrer le culte chez lui, bien que cela soit interdit depuis la révocation de l'édit de Nantes en 1685. Il est élu maire de Jouy-en-Josas à la Révolution, et l'actuelle mairie est installée dans sa demeure.
Le 20 juin 1806, à l'occasion d'une visite des ateliers, Napoléon lui décerne la légion d'honneur. Il meurt en 1815. Étant de confession protestante, il ne peut être enterré dans le cimetière de Jouy-en-Josas et se fait enterrer dans son jardin. Les cénotaphes de sa famille sont visibles dans le jardin de la Maison du pont de pierre, actuel Conservatoire musical de la ville.
En 1859, la baronne Émilie Mallet, fille de Christophe-Philippe Oberkampf, aménage en chapelle une salle de son château du Petit Bois. Elle est la mère de Charles Mallet et la belle-mère du peintre Pierre-Antoine Labouchère.
La construction d'un temple est financée par la famille Mallet (propriétaire de la banque Mallet) la famille Bartholdi (connue par Auguste Bartholdi) et la famille Walther (connue par Henriette André-Walther). Le temple est inauguré le 11 juin 1865 par le pasteur Jean-Henri Grandpierre, de l'Oratoire du Louvre, futur président du Consistoire réformé de la Seine,. Le premier président du conseil presbytéral est le baron Jacques Mallet,.

En 2023, le logement du gardien et les combles sont réaménagés en logements étudiants avec le soutien de la Fondation du patrimoine. Aujourd'hui, la paroisse rassemble les temples de Jouy-en-Josas, Viroflay (temple inauguré en 1932), Vélizy-Villacoublay (temple inauguré en 1970) et Chaville.

Plaques commémoratives.
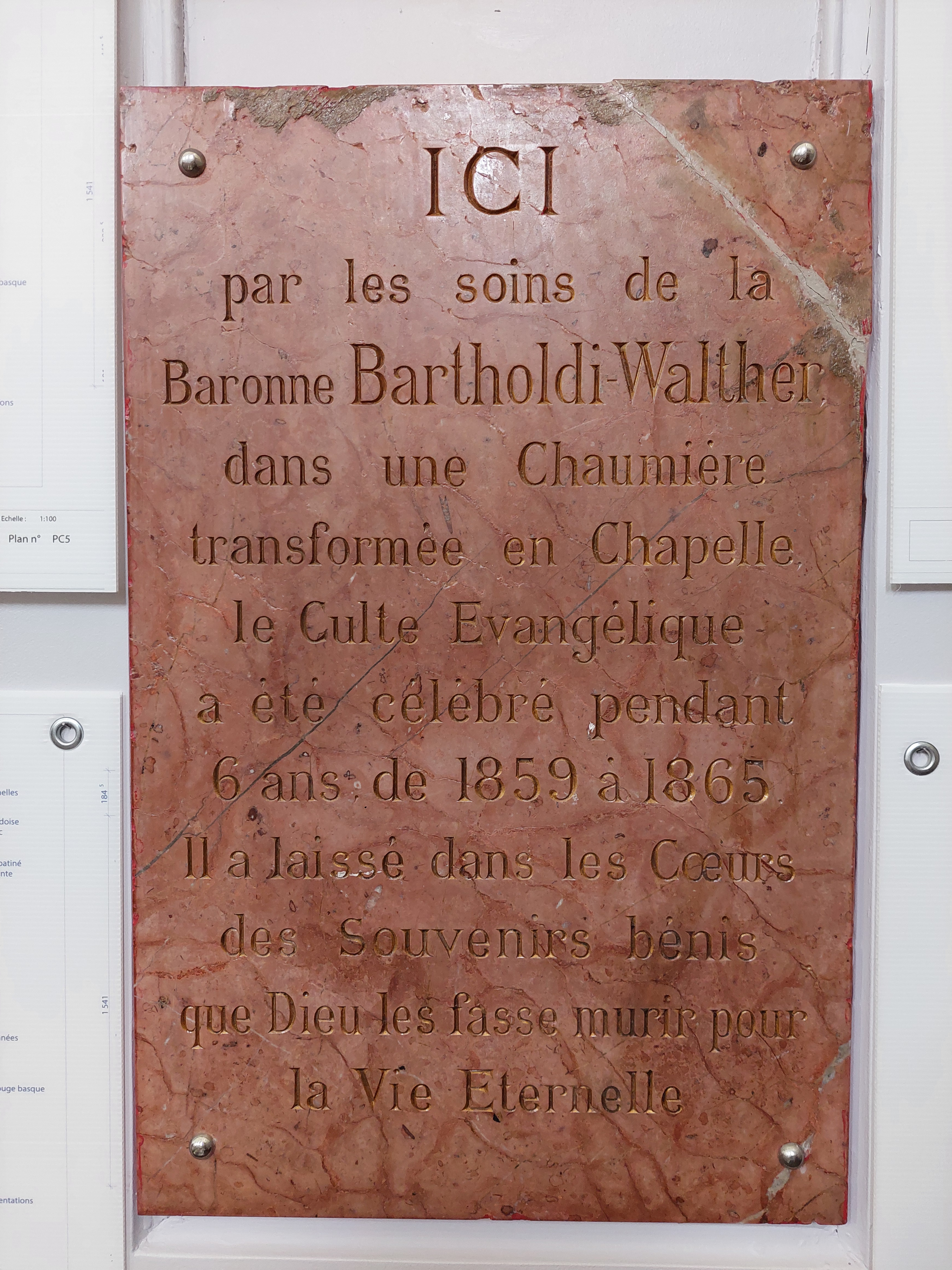
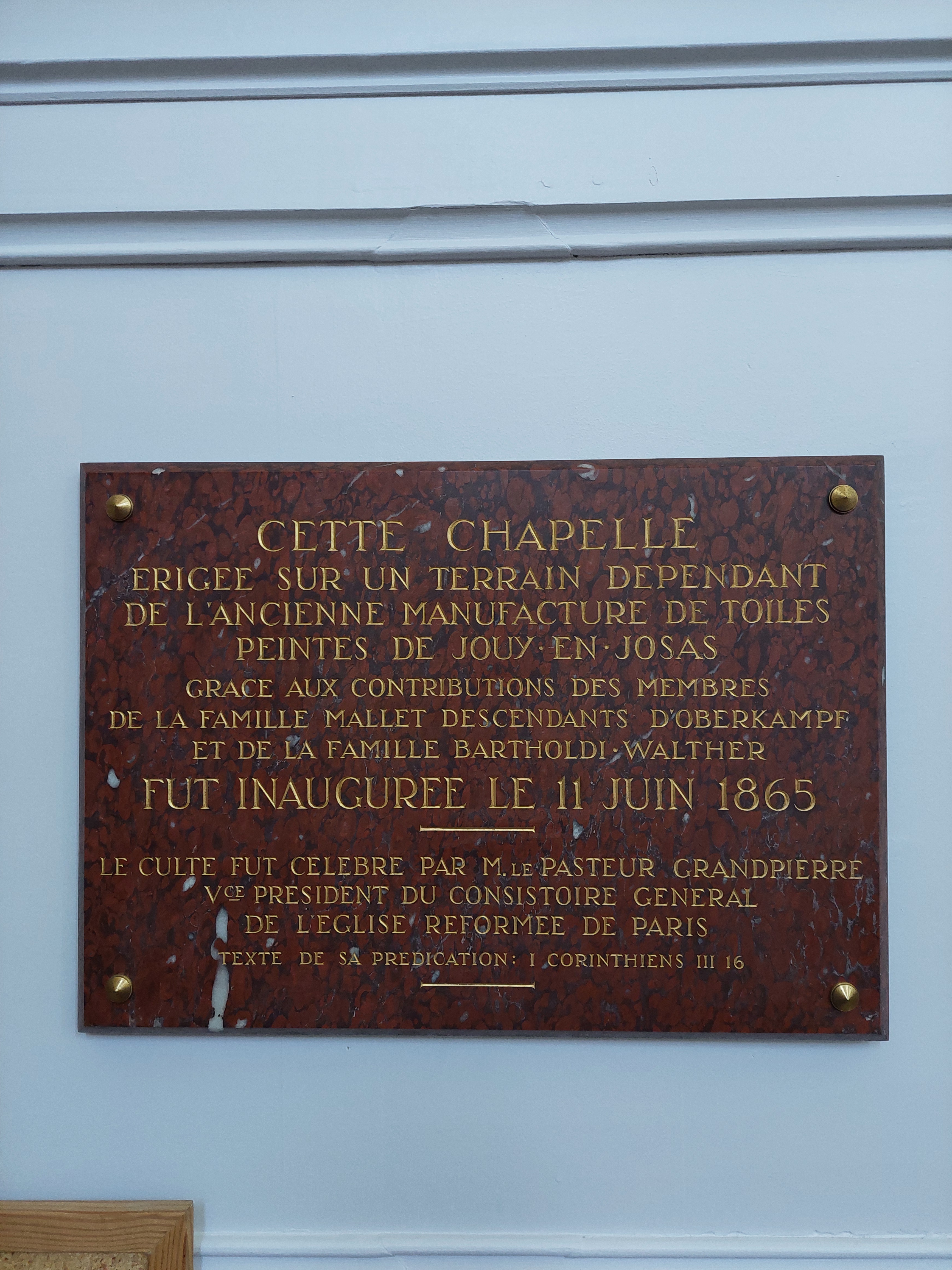

## Architecture
Le temple de Jouy-en-Josas est de plan rectangulaire avec une nef à vaisseau unique se terminant par un chevet plat. La façade principale est à pignon, ouverte par une porte rectangulaire encadrée d'un arc en plein cintre. Le porche est décoré d'un bas relief représentant une Bible ouverte, caractéristiques des temples protestants. L'aménagement intérieur est sobre et épurée, avec une table de communion dans l'axe, devant la chaire à prêcher surmontée d'une croix nimbée.

L'édifice est inscrit à l'Inventaire général du patrimoine culturel en 2000.

Intérieur.
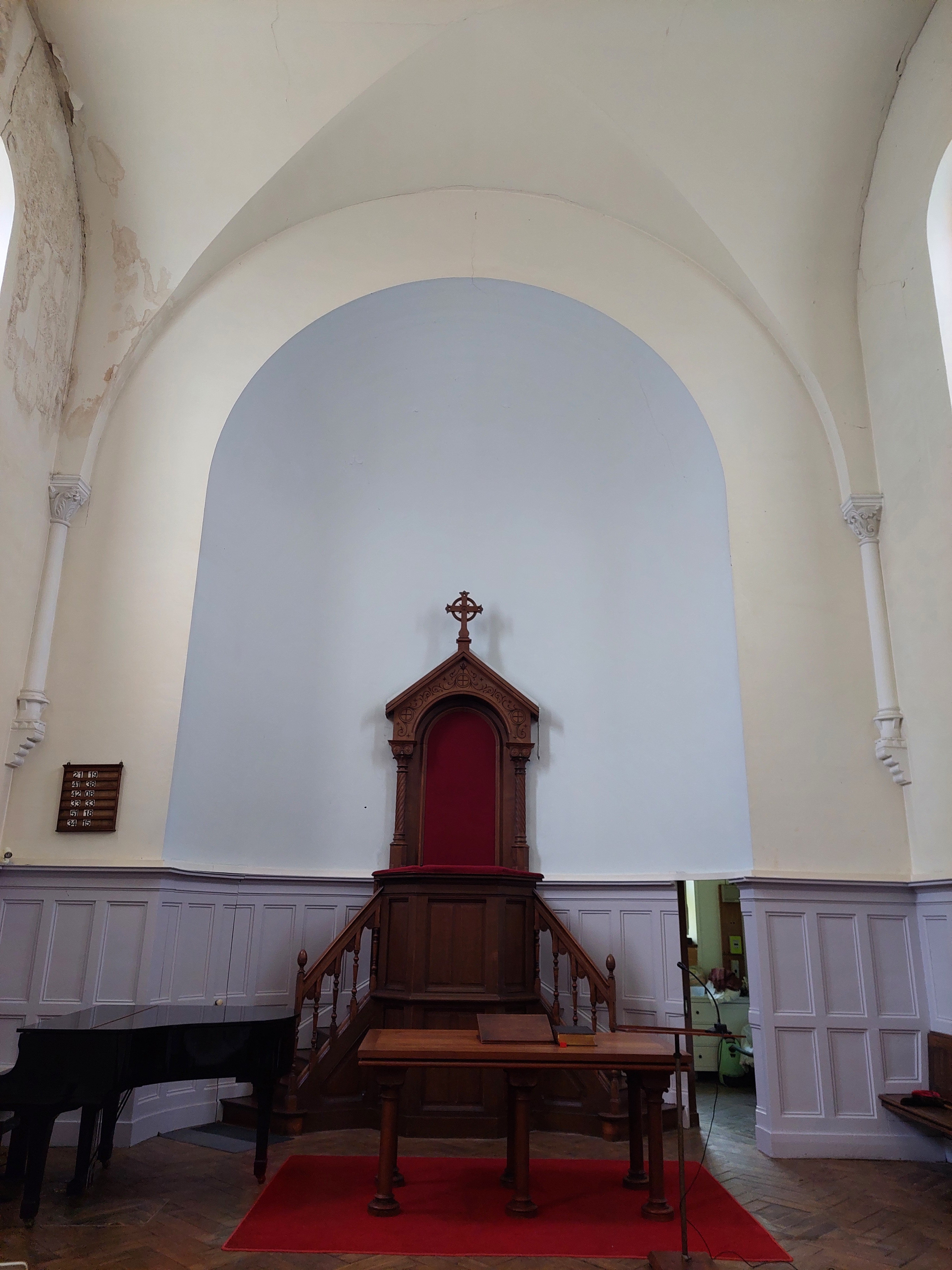
Chaire et table de communion.
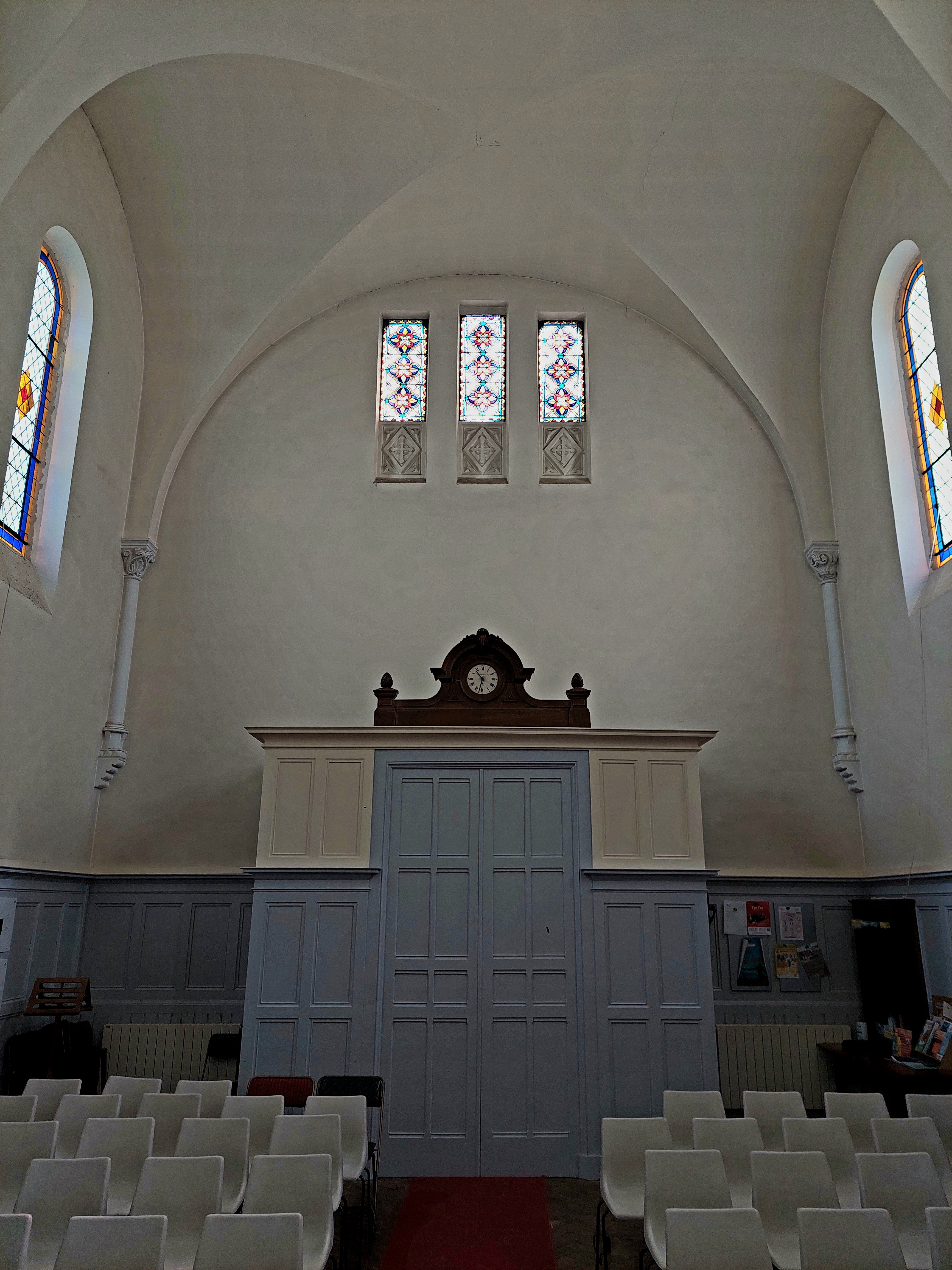
Entrée.